# Vit flugsvamp
Vit flugsvamp (Amanita virosa) är en medelstor, dödligt giftig flugsvamp. Den är en av de svampar som orsakar flest förgiftningar med dödlig utgång i världen. I Sverige står den för majoriteten av dödliga svampförgiftningar. Den anses förrädisk eftersom den till utseendet liknar populära matsvampar.
Trots giftigheten är den liksom många andra flugsvampar vacker och inbjudande. Den har fått sitt engelska namn destroying angel på grund av detta.

## Karaktäristik
Hatten är 6–10 cm bred och ibland lite toppig, med något glansig yta. Foten är 8–15 cm, vattrad eller flockig, damastlik, försedd med en ring, och basen har en slida som ibland kan vara svår att upptäcka bland gräs och löv. Svampen kan ge ett lite skevt intryck. De äldre exemplarens hatt kan vara lite gulaktiga på mitten. Unga exemplar har ingen tydlig doft.

## Giftighet
Vit flugsvamp innehåller amatoxiner som orsakar cellskada och celldöd. Förtäring har ofta katastrofala följder på lever, njurar och matsmältningssystemet, och kräver akut medicinsk behandling. De första symptomen inträder vanligen efter 8–24 timmar, men det kan då redan vara för sent.
Vid förgiftning tillämpas i första hand tarmtömning och behandling med aktivt kol. Leverskydd med silibinin (extrakt från mariatistel) och acetylcystein. Man försöker öka utsöndringen genom att påskynda diures och genom att inte motverka diarré. Vid svårare fall tillämpas hemodialys och undantagsvis kan levertransplantation bli aktuellt.

## Förväxling med matsvampar
Vit flugsvamp förväxlas lätt med champinjoner och andra vita svampar. Flugsvampen känns igen på ringen och slidan eller strumpan, och att foten, hatten och skivorna är helvita, oföränderliga vid tryck. Ringen kan dock ramla ner och slidan kan vara otydlig eller gömd. Som fullvuxen har den en svag eller starkare bitter doft och en mild smak. Doften kan vara otydlig. Champinjoner å andra sidan har bruna eller skära skivor, ingen slida (de har dock ring) och ofta en behaglig doft av till exempel mandel.
Vit flugsvamp kan också förväxlas med röksvampar, när unga exemplar av flugsvampen fortfarande är inkapslade i slidan som ett äggformat hölje kring svampen. Genom att skära itu svampen med en kniv kan flugsvampen identifieras genom att man då ser den unga flugsvampen inuti höljet.
Det bör noteras att svampen lär upplevas som välsmakande av sina offer, vilket torde göra den svår till närmast omöjlig att identifiera med smaksinnet. Om man mot förmodan och i strid med gällande rekommendationer ändå provsmakat svampen och funnit att den inte smakat illa betyder detta således inte att svampen är säker att förtära (eller att den genomförda provsmakningen inte kommer att leda till förgiftning). Möjligtvis är den allmänna missuppfattningen att mycket giftig svamp i vart fall kan identifieras via smaken en bidragande orsak till att intet ont anande offer konsumerat svampen.